# Carcharhinus leiodon
El tiburón dentiliso de punta negra  (Carcharhinus leiodon) es una especie de tiburón de la familia Carcharhinidae

## Morfología
Los machos pueden alcanzar los 75 cm de longitud total.

## Distribución geográfica
Se encuentra en el sur de Arabia (Golfo de Aden).